# 新民乡 (泾源县)
新民乡，是中华人民共和国宁夏回族自治区固原市泾源县下辖的一个乡镇级行政单位。

## 行政区划
新民乡下辖以下地区：
先锋村、照明村、高家沟村、石嘴村、上湾村、张家台村、马河滩村、南庄村、西贤村、杨堡村、王家沟村、先进村和花崖沟村。